# Cisalpino

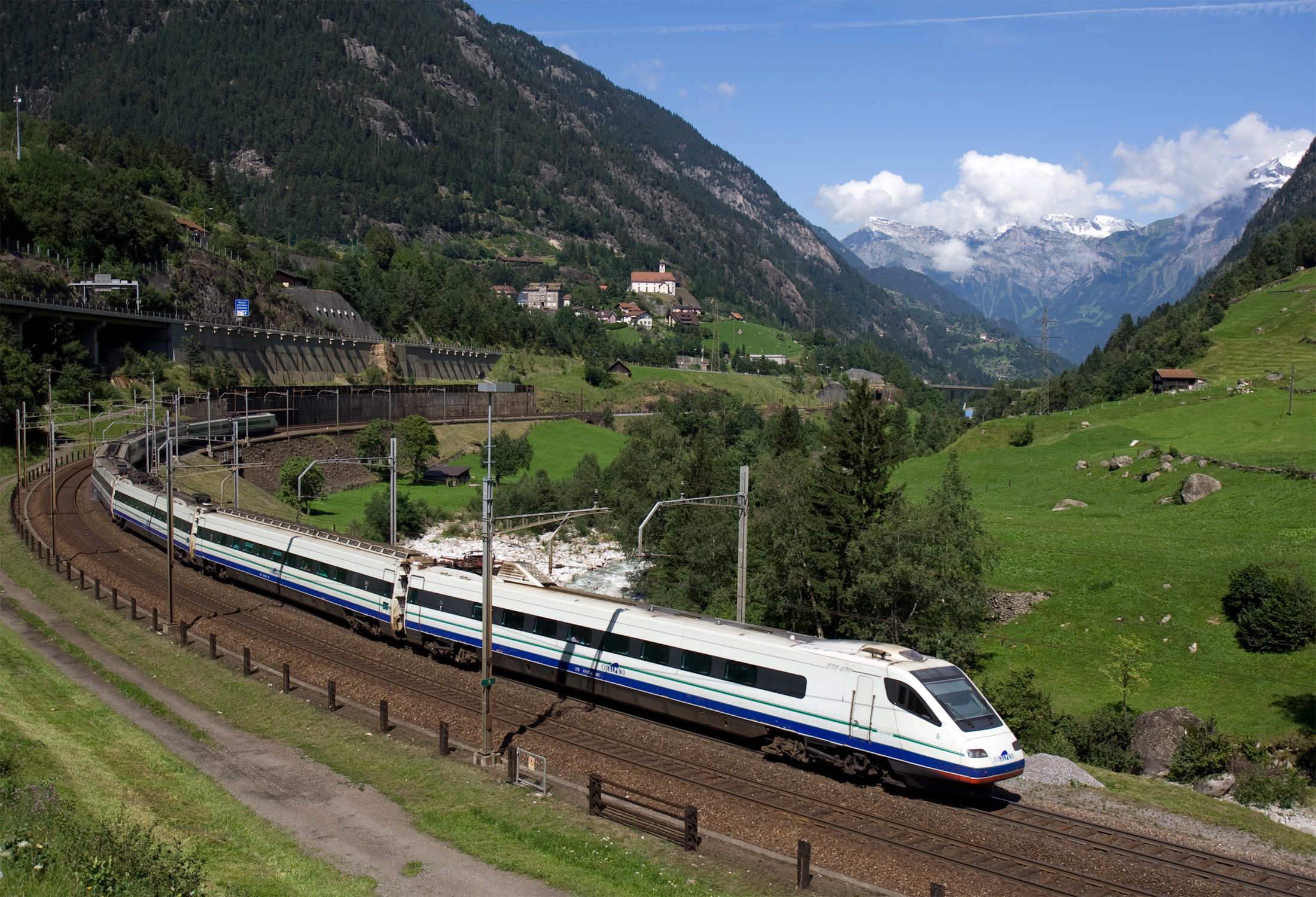
Une rame Cisalpino 1 - Fiat Pendolino ETR 470

Cisalpino AG, en abrégé CIS, était une entreprise ferroviaire suisse, dont le siège social était basé à Muri, près de Berne, filiale commune des CFF (50 %) et de Trenitalia (50 %). Elle faisait circuler une trentaine de trains par jour sur plusieurs destinations entre la Suisse et l'Italie du Nord.
La compagnie a été fondée le 23 novembre 1993 pour gérer le trafic rapide entre l'Italie et la Suisse, liaisons gérées auparavant par les compagnies nationales de chemin de fer avec des trains classiques nécessitant un changement de locomotive et de personnel à la frontière. Elle est devenue opérationnelle le 29 septembre 1996 et faisait circuler ses rames pendulaires FIAT Pendolino ETR 470 entre les gares de Milan et Genève et entre Milan et Bâle. À partir de 2005, elle gérait également les trains conventionnels, hors trafic de nuit, entre l'Italie et la Suisse. Elle a cessé son activité le 12 décembre 2009 et les dessertes ainsi que ses matériels roulants ont été répartis entre les maisons mères, les CFF et Trenitalia.

## Histoire
À l'origine, la société Cisalpino AG était détenue à hauteur de :
- 50,00 % par les Ferrovie dello Stato Italiane (FS)
- 33,33 % par les Chemins de fer fédéraux suisses (SBB-CFF-FFS)
- 16,67 % par le Chemin de fer du Lötschberg (BLS)

Elle a utilisé du matériel conventionnel, locomotives électriques tractant des voitures de voyageurs, des rames pendulaires Fiat Pendolino ETR 470 (9 rames) et, à partir de juillet 2009, une rame pendulaire Alstom ETR 610 sur les 14 rames commandées, jusqu'en décembre 2009, date d'arrêt de son activité. 
En Suisse, la compagnie Cisalpino AG était titulaire d'une autorisation d'accès au réseau suisse et d'une autorisation pour le transport de passagers avec des trains transfrontaliers entre la Suisse, l'Italie et l'Allemagne. En Italie, les deux permis lui ont été refusés et les liaisons étaient assurées sous la seule bannière Trenitalia.
Les personnels des trains étaient mis à disposition par les CFF, Trenitalia et la Deutsche Bahn. Les billets étaient vendus par les compagnies respectives et les agences de voyages. En Allemagne, les trains CIS avaient le même statut tarifaire que les Intercity Express de la DB. Les voitures-restaurant étaient exploitées par la société romaine Cremonini SpA, comme sur les TGV, IDTGV, Thalys et Eurostar de la SNCF depuis 2009.
Lors du changement d'horaire 2006, les liaisons Cisalpino sur la ligne Zurich-Stuttgart avec les rames Pendolino ETR 470, opérationnelles depuis 1998, ont été suspendues. La raison invoquée par les CFF et Trenitalia était une fréquentation insuffisante sur cette liaison internationale nord-sud entre l'Allemagne et la Suisse.
Le 25 septembre 2009, les CFF et Trenitalia annoncent que la compagnie ferroviaire Cisalpino AG cesserait toute activité opérationnelle le 12 décembre 2009,, les deux compagnies, CFF et Trenitalia, ayant décidé de reprendre à leur compte l'exploitation des liaisons transfrontalières. Les 42 salariés de la compagnie Cisalpino AG ont été mutés chez CFF et Trenitalia. 
La flotte Cisalpino 1 a été répartie entre les deux sociétés. Sur les 9 rames Pendolino ETR 470 qui composaient le parc roulant, 5 ont été récupérées par Trenitalia et 4 par les CFF. Les 14 rames ETR 610, dont 1 seule avait à peine été mise en service, devaient être réparties à parts égales mais, pour des questions juridiques, ces rames, livrées avec plus de deux ans de retard par Alstom, ont dû rester la propriété de Cisalpino AG jusqu'à la fin de leur contrat de financement. La société Cisalpino AG a continué d'exister jusqu'en juin 2018 uniquement pour cette raison et a loué ces rames à Trenitalia et aux CFF, mais le nom Cisalpino n'a plus été utilisé.
Le 19 juin 2018, l’Assemblée Générale ordinaire des actionnaires entérine la liquidation de la société Cisalpino AG, opération retardée depuis janvier 2010 en raison des retards accumulés dans la livraison des rames par Alstom,. La dissolution de la société a été rendue effective le 23 décembre 2021.
La compagnie Cisalpino a transporté 12,4 millions de passagers en 2007 et réalisé un chiffre d'affaires de 255 millions de francs suisses (CHF).

### Liaisons effectuées par Cisalpino
Par le Gothard :
- Canaletto : Zürich HB – Milano Centrale – Venezia Santa Lucia
- Insubrico : Zürich HB – Milano Centrale – Trieste Centrale
- Cinque Terre : Zürich HB – Milano Centrale – Livorno
- Brianza : Bellinzona – Milano Centrale
- Monte Ceneri : Zürich HB – Milano Centrale
- Riviera dei Fiori : Basel SBB – Olten - Zofingen - Sursee - Luzern – Arth - Bellinzone - Lugano - Chiasso - Côme San Giovanni - Milano Centrale - Pavia - Voghera - Gênes-Piazza-Principe - Savona - Finale Ligure - Albenga – Alassio - Diano Marina - Imperia - Sanremo - Bordighera - Vintimille - Monaco-Monte-Carlo - Beaulieu-sur-Mer - Nice-Ville
- Teodolina : Zürich HB – Milano Centrale

Par le Simplon :
- Lemano (1958-1982) : Genève-Aéroport – Milano Centrale
- Monte Rosa : Genève-Aéroport – Milano Centrale
- Vallese : Genève-Aéroport – Milano Centrale

Par le Lötschberg–Simplon :
- Borromeo : Basel SBB – Bern – Milano Centrale
- Vall D’Ossola : Basel SBB – Bern – Milano Centrale
- Verbano : Basel SBB – Bern – Milano Centrale

### Matériel ferroviaire
Matériel propre à la compagnie Cisalpino :

#### FiatPendolinoETR 4709 rames

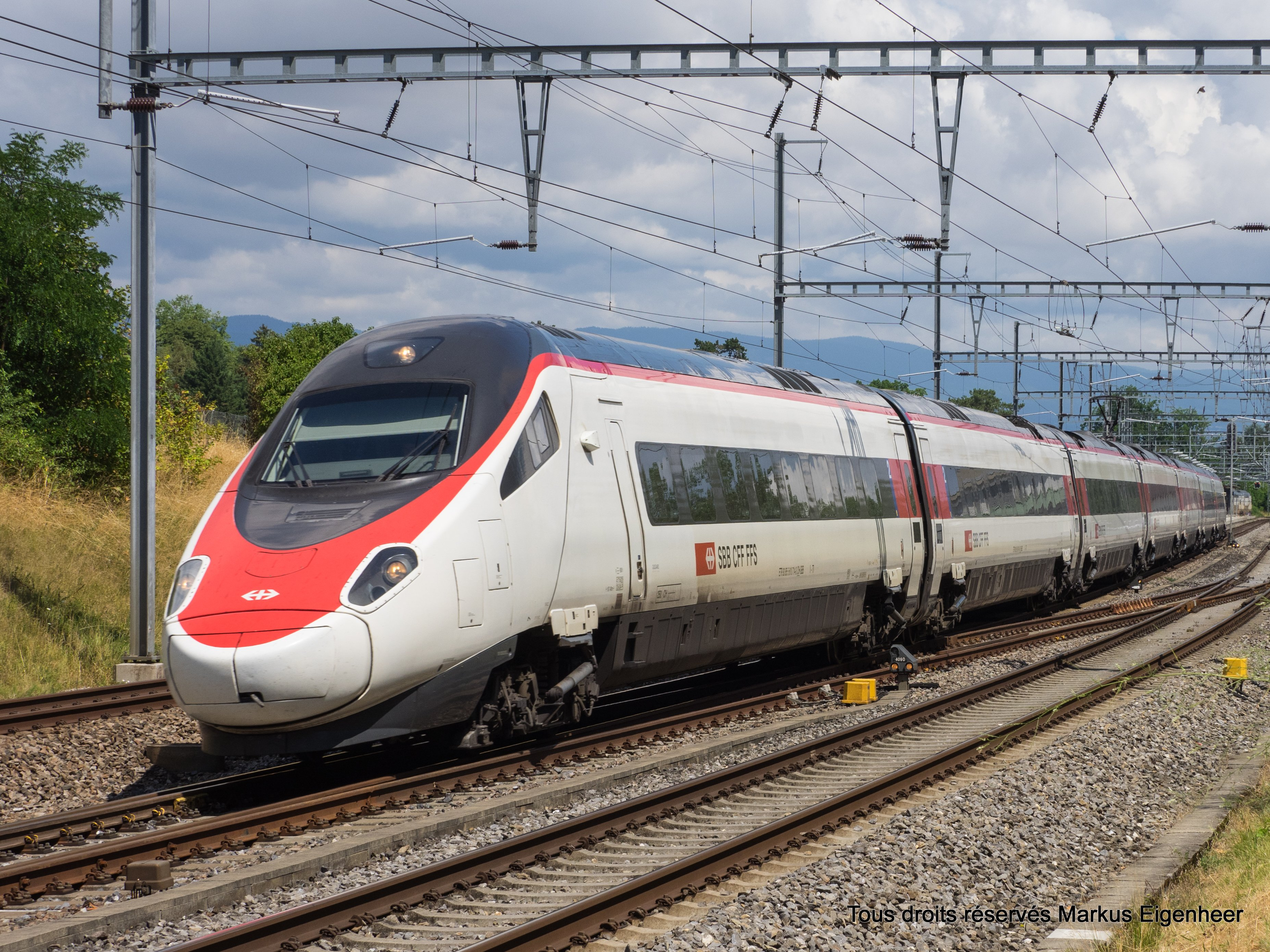
Rame ETR 610 des CFF

Les rames Fiat Pendolino ETR 470 sont des rames pendulaires italiennes à grande vitesse, bi-tension, dérivées du Fiat Pendolino ETR 460, spécialement équipées pour circuler sur les réseaux transnationaux, dotées des équipements de sécurité respectifs, aux tensions : Italie : 3.0 kV CC ; Suisse & Allemagne : 15 kV 16⅔ Hz CA. Les composants électriques pour le réseau italien étaient fabriqués par la société Parizzi, ceux pour les réseaux suisse et allemand par la société SWP.

Les 9 rames ETR 470 ont été mises en service en septembre 1996 . Elles ont permis de réduire le temps du trajet entre Zurich et Milan d'une heure. À partir du mois de mars 1998, la liaison a été prolongée au-delà de Zurich jusqu'à Stuttgart, en Allemagne jusqu'en décembre 2006. Jusqu'en avril 2014, les rames ETR 470 des CFF ont parcouru 4,2 millions de kilomètres. Après la dissolution de la compagnie Cisalpino en 2009, les CFF ont loué plusieurs de ces rames en leur possession à Trenitalia pour assurer le trafic supplémentaire quotidien entre Zurich à Milan engendré par l'Exposition Universelle de Milan en 2015. 
Les 4 rames récupérées par les CFF sont restées en service régulier jusqu'en 2015. La rame ETR 470.005 a atteint 4,2 millions de km en avril 2014 et aurait dû faire l'objet d'une révision majeure mais les CFF ont préféré la laisser cannibaliser comme donneur de pièces de rechange pour les 3 ETR 470 restants. 
De décembre 2015 à décembre 2020, Trenitalia a utilisé ses 5 rames ETR 470 pour le service Frecciabianca entre Venise et Florence et entre Rome et Reggio de Calabre.
Après le rachat de la compagnie ferroviaire nationale grecque TrainOSE (renommée Hellenic Train) par les Ferrovie dello Stato Italiane, la compagnie italienne a décidé de convertir ses 5 rames ETR 470 pour les utiliser en Grèce sous 25 kV/50 Hz CA. La première rame a été mise en service en janvier 2021, les 4 autres en début d'année 2022,. 2 paires de trains assurent les liaisons quotidiennes entre Athènes et Thessalonique (510 km).
|             | voiture 1   | voiture 2  | voiture 3  | voiture 4  | voiture 5  | voiture 6   | voiture 7  | voiture 8  | voiture 9   | attribution dès 2009 |
| ETR 470.001 | BAC 470.001 | BB 470.201 | RA 470.501 | RB 470.401 | BB 470.251 | BAH 470.101 | RA 470.301 | BB 470.252 | BAC 470.051 | FS                   |
| ETR 470.002 | BAC 470.002 | BB 470.202 | RA 470.502 | RB 470.402 | BB 470.253 | BAH 470.102 | RA 470.302 | BB 470.254 | BAC 470.052 | CFF                  |
| ETR 470.003 | BAC 470.003 | BB 470.203 | RA 470.503 | RB 470.403 | BB 470.255 | BAH 470.103 | RA 470.303 | BB 470.256 | BAC 470.053 | CFF                  |
| ETR 470.004 | BAC 470.004 | BB 470.204 | RA 470.504 | RB 470.404 | BB 470.257 | BAH 470.104 | RA 470.304 | BB 470.258 | BAC 470.054 | FS                   |
| ETR 470.005 | BAC 470.005 | BB 470.205 | RA 470.505 | RB 470.405 | BB 470.259 | BAH 470.105 | RA 470.305 | BB 470.260 | BAC 470.055 | CFF                  |
| ETR 470.006 | BAC 470.006 | BB 470.206 | RA 470.506 | RB 470.406 | BB 470.261 | BAH 470.106 | RA 470.306 | BB 470.262 | BAC 470.056 | FS                   |
| ETR 470.007 | BAC 470.007 | BB 470.207 | RA 470.507 | RB 470.407 | BB 470.263 | BAH 470.107 | RA 470.307 | BB 470.264 | BAC 470.057 | FS                   |
| ETR 470.008 | BAC 470.008 | BB 470.208 | RA 470.508 | RB 470.408 | BB 470.265 | BAH 470.108 | RA 470.308 | BB 470.266 | BAC 470.058 | FS                   |
| ETR 470.009 | BAC 470.009 | BB 470.209 | RA 470.509 | RB 470.409 | BB 470.267 | BAH 470.109 | RA 470.309 | BB 470.268 | BAC 470.059 | CFF                  |

#### AlstomETR 61014 rames
Les 2 premières rames ETR 610, sur les 14 commandées en 2004, ont été mises en service commercial en juillet 2009, avec plus de 2 ans de retard, à cause d'importants problèmes techniques chez le constructeur français Alstom.
Les 2 premières rames ETR 610 ont effectué leur premier service commercial sur la liaison Milan-Genève et retour (EC 35/40) pendant le mois de juillet 2009, l'OFT - Office fédéral des transports ayant accordé à l'ETR 610 une autorisation temporaire sous condition de « pré-exploitation commerciale » avec passagers et sous très étroite surveillance. Quelque temps après, ces rames ont été retirées provisoirement de la circulation à la suite de défaillances techniques. Les rames tractées FS (Re 460 et voitures type Z) ont entre-temps assuré leur remplacement jusqu'à leur retour, le mois suivant. 
Matériels fournis par les compagnies ferroviaires et peints aux couleurs Cisalpino :

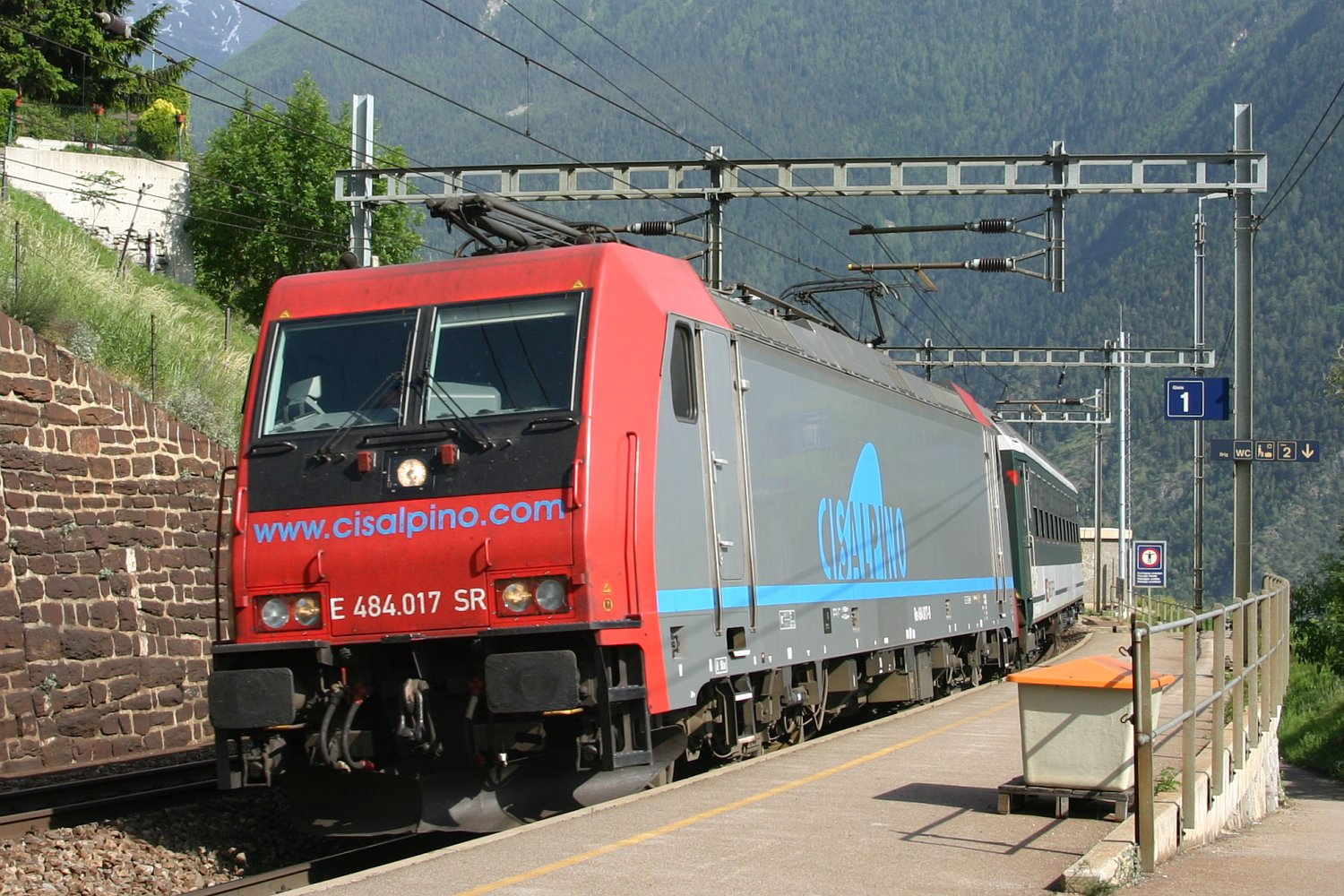
Locomotive Re 484 des CFF tractant un train Cisalpino en gare d'Eggerberg

#### Par lesCFF
- Re 484 - 5 locomotives ont été louées par les CFF à Cisalpino AG entre le 30 septembre 2005 et le 31 décembre 2007 pour assurer les liaisons de voyageurs EuroCity sur les lignes Milan - Genève et Milan - Berne, à cause du retard de livraison des rames ETR 610 Cisalpino 2, prévue pour mi-2007, mais livrées à partir de juillet 2009.
- Re 460
- Voitures EC : Apm et Bpm

Mis à disposition pour remplacement sur les tronçons en Suisse :
- ICE-T de la DBAG entre Zürich HB et Stuttgart mais ces rames ne sont pas aptes à circuler en Italie.

#### Par lesFS
- FS E.444
- FS E.656 (it)
- Voitures FS UIC-Z1 : voitures climatisées A, B, BH et D
- Voiture-restaurant Fiat WR

## Galerie d'images

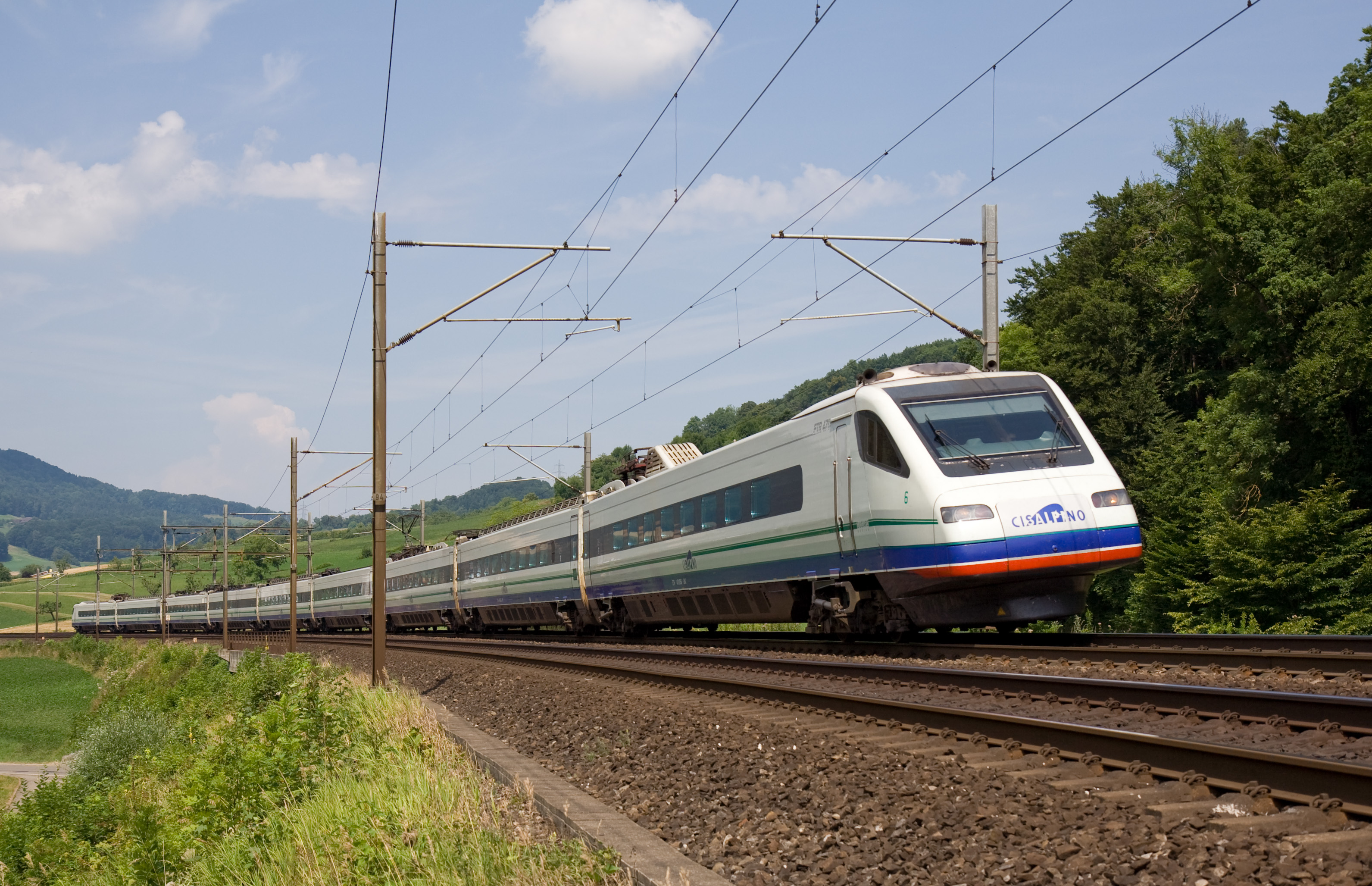
Rame FIAT Pendolino ETR 470 Cisalpino 1
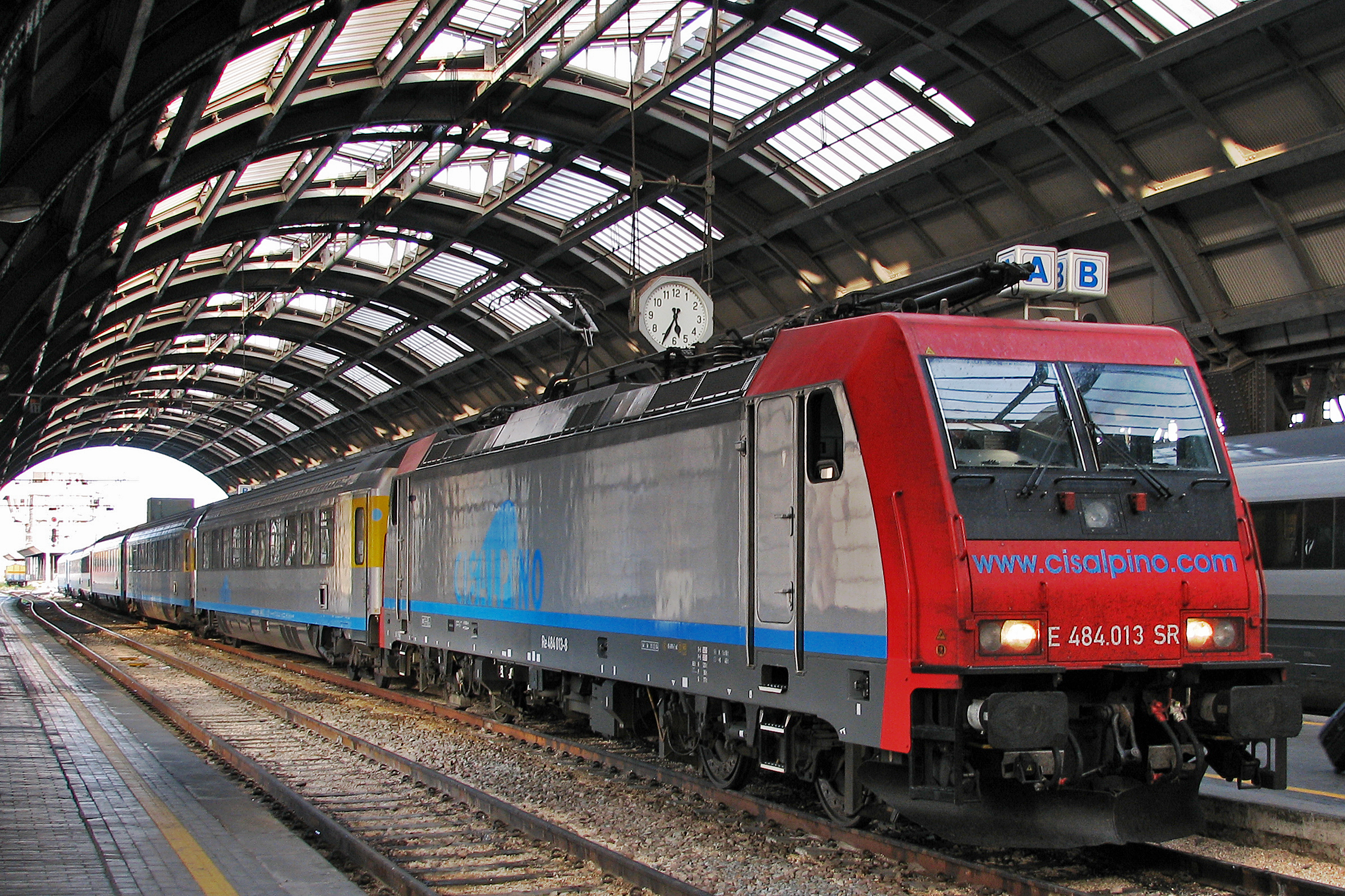
Locomotive Re 484 à Milano Centrale
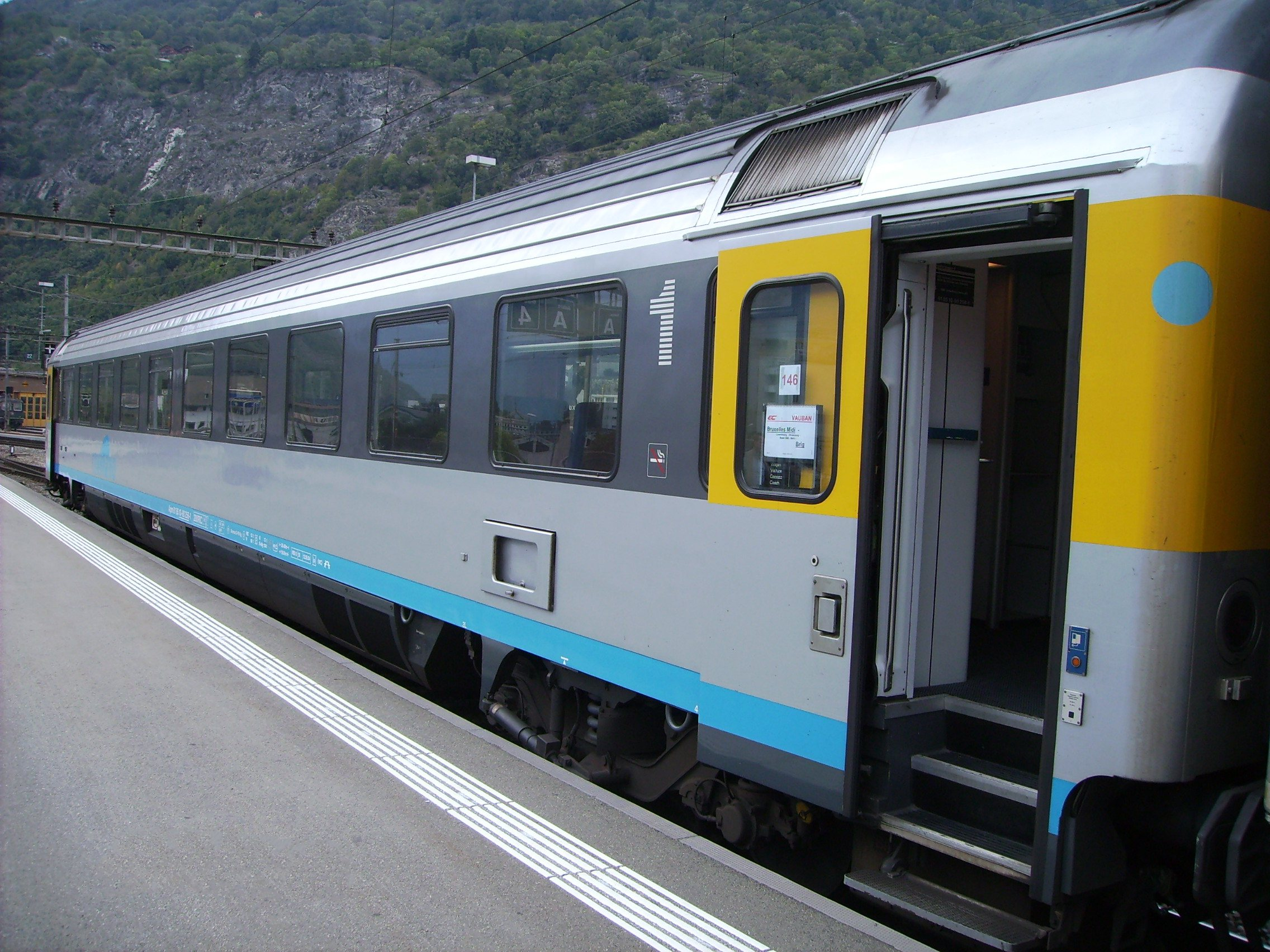
Voiture EuroCity 1re classe Cisalpino
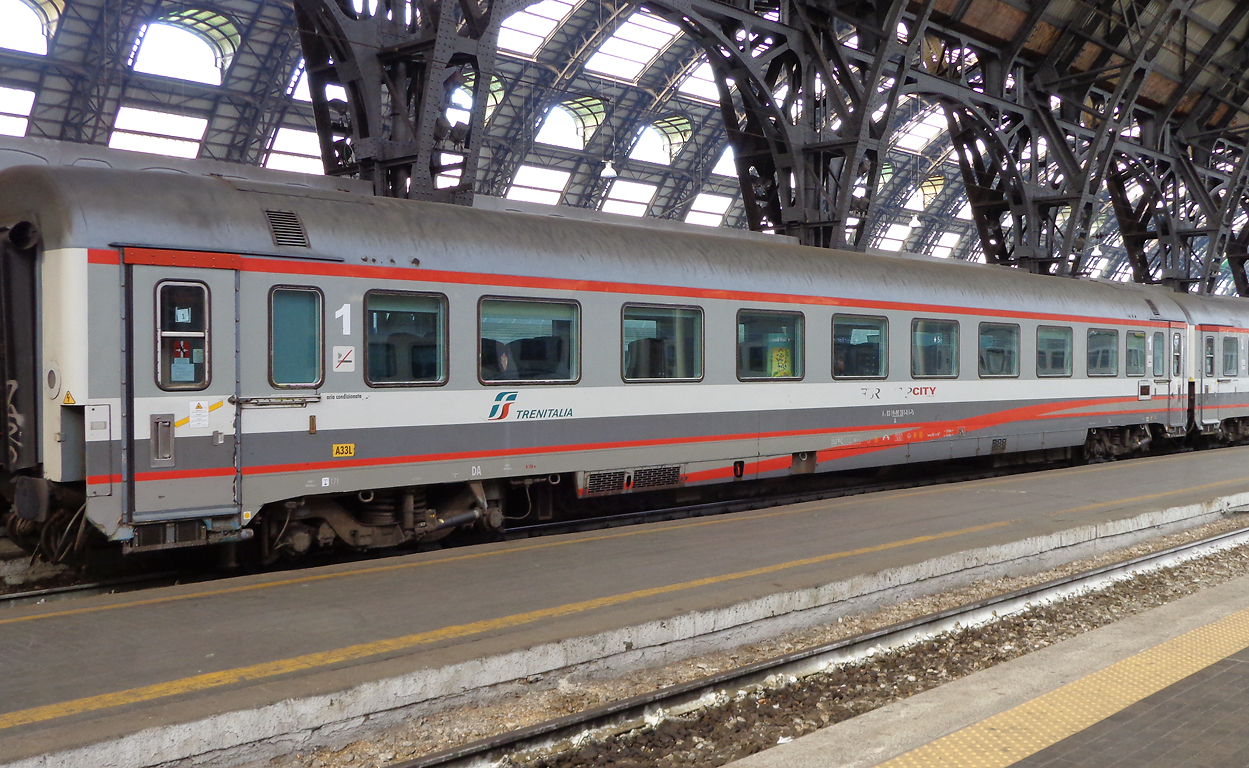
Voiture EuroStarCity 1re classe FS
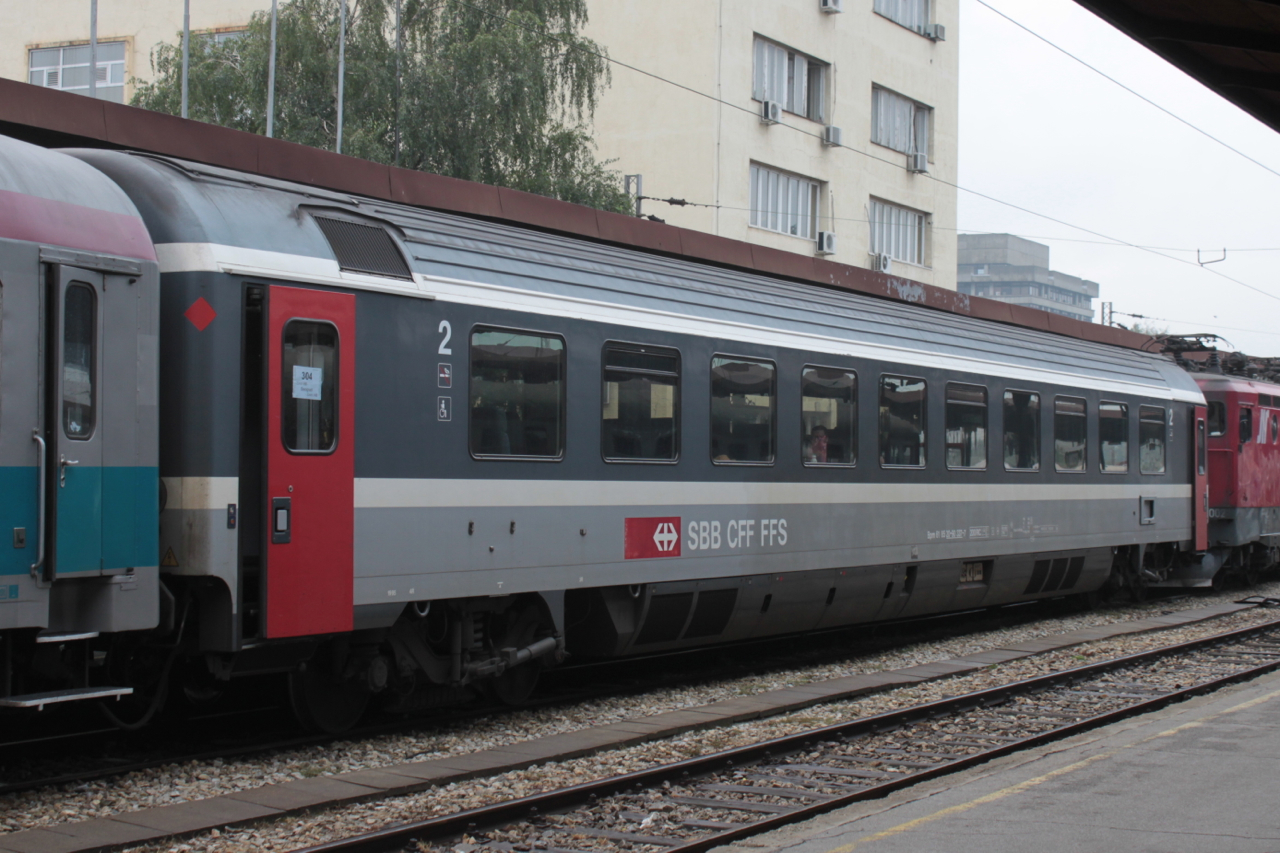
Voiture EuroCity 2e classe SBB CFF FFS
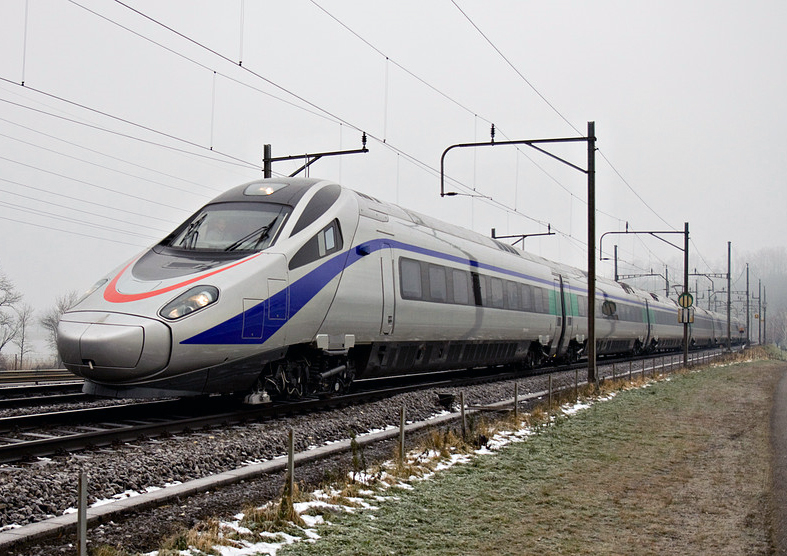
Rame Alstom ETR 610 Cisalpino 2

## Fin des activités
À la suite du manque de régularité des horaires et de problèmes techniques avec le matériel roulant, la société fut dissoute le 13 décembre 2009 ; les CFF et Trenitalia ayant décidé de reprendre à leur compte l'exploitation du trafic voyageurs transfrontalier. Sur les 9 rames Pendolino ETR 470 qui composaient le parc roulant, 5 ont été récupérés par Trenitalia et 4 par les CFF. Les 40 employés et les 14 nouvelles rames ETR 610 furent réparties à parts égales. Mais, pour des questions juridiques, les 14 rames pendulaires ETR 610, livrées avec deux ans de retard par le constructeur français Alstom, devant rester la propriété de Cisalpino jusqu'au payement complet du crédit, la société Cisalpino AG a continué d'exister pour cette unique raison. Cisalpino a loué ses trains à Trenitalia et aux CFF, mais son nom n'a plus été utilisé dans le public.

### Problèmes techniques
La presse helvétique s'était faite l'écho de problèmes techniques rencontrés par les CFF avec ces rames qui avaient conduit le directeur des CFF à parler de « mettre fin à l'horreur » lors de l'annonce de l'abandon des rames pendulaires. Cela faisait suite à des revendications syndicales, qui demandaient le retrait immédiat des rames.
Le 13 décembre 2009, avec l'entrée en vigueur du nouvel horaire des CFF, sur les 9 ETR 470 de l'ex-flotte Cisalpino, seulement 4 rames auraient dû rester en service sur les liaisons Suisse-Italie : 1 de Trenitalia et 3 des CFF pendant le temps nécessaire pour les CFF de mobiliser le matériel roulant de remplacement. Les autres rames ETR 470 des CFF devaient être radiées, leurs remplaçantes, les rames Pendolino ETR 610, 14 unités commandées par Cisalpino AG, étant "officiellement" en cours de fabrication. Leur livraison était prévue pour une mise en service avec l'horaire d'hiver 2007, mais Alstom a accumulé plus de deux ans de retard.
Après un retard de plus de 2 ans pour la livraison des deux premières rames Alstom ETR 610, il s'est avéré que ces rames étaient beaucoup plus lourdes que prévu et qu'elles ne pouvaient pas circuler sur la ligne du Saint-Gothard très sinueuse et pentue avec le système de pendulation opérationnel, à des vitesses supérieures aux trains conventionnels. Avec ses 450 tonnes, l'ETR 610 était trop lourd pour cela, comme l'ont montré les tests dans les virages serrés de la ligne. L'Office Fédéral des Transports (BAV) n'a d'ailleurs pas autorisé les déplacements avec la technologie basculante et a exigé des mesures supplémentaires car « plus le véhicule est lourd, plus la vitesse dans les virages est faible » et avec des trains plus lourds, des forces plus importantes agissent sur les voies dans les virages. L(utilisation des deux rames ETR 610, mises en service en juillet 2009, a été interrompue en décembre 2009 avec la dissolution de la société Cisalpino AG. L'inauguration de la liaison Zurich-Turin, programmée pour le 13 décembre 2009 ne deviendra jamais une réalité.
Depuis, les CFF ont confirmé que les trains pendulaires étaient la meilleure solution et ont d'ailleurs passé commande de 8 rames supplémentaires ETR 610 qui devraient entrer en service en 2015 si, pour une fois, Alstom respectera ses engagements.